# Rodney Alexander
Rodney McKinnie Alexander (Bienville, 5 dicembre 1946) è un politico statunitense, membro della Camera dei Rappresentanti per lo stato della Louisiana dal 2003 al 2013.

## Biografia
Nato e cresciuto in Louisiana, dopo aver lasciato il college Alexander prestò servizio militare per l'Air Force Reserve Command e successivamente entrò in politica con il Partito Democratico. Con questo schieramento, risultò eletto alla Camera dei rappresentanti della Louisiana nel 1988 e vi restò per i successivi quattordici anni.
Nel 2002 si candidò alla Camera dei Rappresentanti e vinse le elezioni, divenendo deputato. Due anni dopo chiese un altro mandato, ma cambiando schieramento e candidandosi con il Partito Repubblicano; nonostante il cambio di casacca, riuscì a farsi rieleggere e ottenne negli anni successivi altri quattro mandati.
Nel 2013 lasciò il seggio per accettare la carica di Segretario degli Affari dei Veterani della Louisiana all'interno del gabinetto del governatore Bobby Jindal.
Durante la sua permanenza al Congresso, Alexander fu un repubblicano conservatore, vicino alle posizioni del Tea Party.